# 佐库里湖
佐库里湖，又名萨雷库里湖（Sir-i-kol）古称大龙池，:4是塔吉克斯坦与阿富汗的界湖。

## 地理
位于位于大帕米尔（“帕米尔”意指高山间的平地）。东西长25 km。湖北岸的塔吉克斯坦境内为无人定居的佐库里自然保护区。湖水从西岸向西流出，成为阿-塔两国界河帕米尔河，最后在37°01′0″N 72°40′30″E / 37.01667°N 72.67500°E注入瓦罕河。
佐库里湖位于分水岭上。东侧的高原沼泽湖群是苏里斯提克河（又名伊斯提克河）的河源，该河东北流与往北流的阿克苏河在Tokhtamysh汇合，称穆尔加布河。
穆尔加布河经过穆尔加布，经过萨雷兹湖后称巴尔坦格河，在Rushon附近注入喷赤河。

## 历史
玄奘《大唐西域记》记载归国翻越帕米尔高原时：

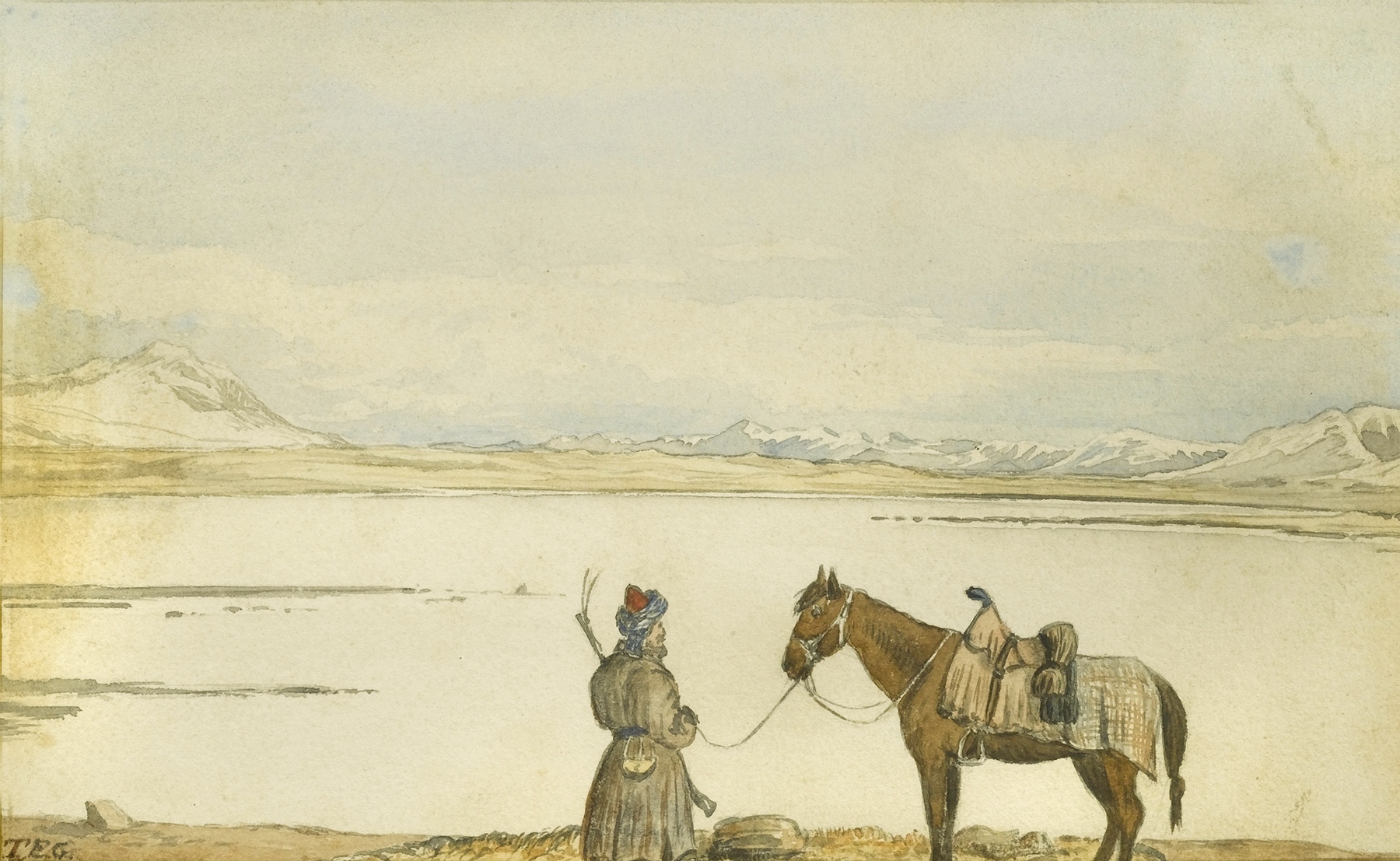
佐库里湖的水彩画 by Thomas Edward Gordon (in May 2nd, 1874)

“波谜罗川中有大龙池，东西三百余里，南北五十余里，据大葱岭内，当赡部洲中，其地最高也。水乃澄清皎镜，莫测其深，色带青黑，味甚甘美……池西派一大流，西至达摩悉铁帝国东界，与缚刍河合而西流，故此已右，水皆西流。池东派一大流，东北至佉沙国西界,与徙多河合而东流，故此已左，水皆东流。”

其中的大龙池即佐库里湖，波谜罗川即帕米尔河。缚刍河即瓦罕河。池东派一大流为苏里斯提克河。
1838年，英国海军军官约翰·伍德（John Wood）在帕米尔探险时发现这个湖，以英女王之名将之命名为“维多利亚湖”，这是欧洲人第一次知道这个湖。
湖的两岸曾经属于瓦罕。1895年根据英俄协定成为国界。